# Świątynia Mądrości
Świątynia Mądrości na wschodzie Warszawy (niem. Zum Tempel der Weisheit) – polska symboliczna loża wolnomularska otwarta 25 maja 1805 przez wielką lożę w Berlinie. Pracowała w języku polskim i niemieckim pod młotkiem Piotra Reycha. Należała do Wielkiego Wschodu Narodowego Polski. W 1809 zlała się ze  Świątynią Izis. 